# Gran Orquesta
 Gran Orquesta  es una película documental de Argentina filmada en colores dirigida por Peri Azar sobre su propio guion que se estrenó el 9 de mayo de 2019. El filme trata sobre Héctor Lomuto y su Gran Orquesta de Jazz y con este, su primer largometraje, obtuvo en el BAFICI de 2019 el Premio a la Mejor Dirección en la competencia Latinoamericana.

## Sinopsis
A partir del hallazgo de dos mil partituras de una de las big band argentinas más notables de la década de 1950 en un baúl que estaba a punto de ser destruido, la directora comienza a buscar integrantes de Héctor y su Gran Orquesta de Jazz con el afán de reconstruir su historia.

## Producción
En 1996, antes de mudarse a un hogar de ancianos, María Adela Lomuto, la viuda de Héctor Lomuto con quien no había tenido hijos, que había sido el director de la Gran Orquesta de Jazz le ofreció a Ricardo Risetti, autor de Memorias del jazz argentino (1994),  los objetos que tenía vinculados a la actividad de su esposo, y se llevó algunas fotos. Un coleccionista de nombre Normando a quien le hiciera igual ofrecimiento rescató también fotos y discos, y vio contra la pared el baúl pero no lo abrió pensando que era ropa. En 2000 Peri Azar pasaba rumbo al ENERC, donde estudiaba dirección de cine, por la acera de la casa de la calle Alsina en el barrio de Congreso donde había vivido Lomuto, y advierte entre los escombros –porque la estaban demoliendo- un baúl que al abrirlo muestra una fila de carpetas tapa dura, forradas y acordonadas prolijamente, rotuladas “Héctor y su Jazz” que contenían partituras manuscritas firmadas pero no fechadas, de una orquesta. Peri no las identificó en el momento, pero se llevó el baúl y lo abría de vez en cuando y recién en 2013 se puso a estudiar su contenido. Fue averiguando que la de Héctor había sido una de las big bands más populares de la década de 1940 en Argentina, que tocaba con arreglos de Martín Darré, Roberto Pansera y Carlos García; su sonido estaba al nivel de las grandes bandas de jazz blanco norteamericanas y también tenía en su repertorio ritmos latinos como boleros, rumbas y malambos, entre otros. Llegó a tener 30 músicos en escena, y como era frecuente en la época, actuaba en paralelo a las orquestas típicas en confiterías, salones de bailes y cabarés. 
La orquesta tenía un programa en exclusiva a la tarde en Radio El Mundo y su red de emisoras con alcance nacional, y grabó unos 500 títulos para RCA Victor. Azar confeccionó una lista de 45 personas que pasaron por la orquesta entre 1941 y 1956, incluidos los tres arregladores, pero no encontró a ninguno vivo.
Francisco Lomuto, el hermano de Héctor, había fallecido en 1950 pero Peri Azar encontró un sobrino nieto y también a una sobrina de la cantante Elba de Castro. Al no haber en Argentina espacios de investigación del jazz, Azar decidió recurrir a la gente de tango pero cuando a principios de 2015 empezó a filmar ya habían fallecido Mario Abramovich y Leopoldo Federico, sus primeras opciones para reconstruir la historia de Héctor y su Jazz. Le pidió colaboración a Sergio Pángaro, el creador de la orquesta Baccarat, este conjunto de música moderna todavía conservaba el espíritu de aquellas bandas de la década de 1950. También a Abel Corriale, hijo de Pepe y hermano de Lilian Red –baterista y cantante en la orquesta de Héctor– que en la década de 1970 que tuvo una exitosa carrera internacional al frente, junto a dos hermanas, de la orquesta Abel’s Group.  
El camino de Gran orquesta…fluye hacia lo concreto, la verdadera razón del baúl y de todo lo demás: esta música sonando en vivo. Así, en paralelo a los relatos de familiares y conocedores de jazz… sucede la preparación de una orquesta joven con el desafío de recrear el sonido de una big band que tocaba durante todo el día en una Buenos Aires en plena construcción de su identidad; y la de los vocalistas: Abel Corriale, Pángaro y su mujer, Cocó Muro, la descripción de una lady crooner que se hace ahí mismo, y “una aliada fémina”, dice Peri, entre esos dos hombres alucinados por haberse conocido. En el medio, lo mismo que sucedió en la realidad cuando finalmente hubo que vaciar el baúl para repartir las partituras: aparece la batuta de Héctor.“

## Reparto
Fueron entrevistados en el filme:
- Abel Corriale
- Cocó Muro
- Sergio Pangaro
- Sergio Pujol
- Atilio Stampone
- Reiners Valentín

## Críticas
Micaela Ortelli en Página 12 escribió:

” El camino de Gran orquesta…fluye hacia lo concreto, la verdadera razón del baúl y de todo lo demás: esta música sonando en vivo. Así, en paralelo a los relatos de familiares y conocedores de jazz… sucede la preparación de una orquesta joven con el desafío de recrear el sonido de una big band que tocaba durante todo el día en una Buenos Aires en plena construcción de su identidad; y la de los vocalistas: Abel Corriale, Pángaro y su mujer, Cocó Muro, la descripción de una lady crooner que se hace ahí mismo, y “una aliada fémina”, dice Peri, entre esos dos hombres alucinados por haberse conocido. En el medio, lo mismo que sucedió en la realidad cuando finalmente hubo que vaciar el baúl para repartir las partituras: aparece la batuta de Héctor.“

Nicolás Kusmin en el sitio otroscines.com opinó:

”A la manera de Café de los maestros Peri Azar buscó a los herederos de aquellos músicos (los integrantes llegaron a ser 18) para retomar algunas de esas partituras. Acierta con los ensayos para volver a presentar la orquesta y las voces, mientras por recuerdos de los hijos y otros familiares (sumados a coleccionistas y aficionados) surge la fuerte veta nostálgica de un tiempo que fue hermoso y puede terminar junto a los escombros. Por suerte, Azar -la vecina y la directora- estuvo allí para rescatarlo. Un film musical para salir bailando.